# Euphrasia trifida
Euphrasia trifida är en snyltrotsväxtart som beskrevs av Eduard Friedrich Poeppig och George Bentham. Euphrasia trifida ingår i släktet ögontröster, och familjen snyltrotsväxter. Inga underarter finns listade i Catalogue of Life.